# Ernestine Anderson
Ernestine Anderson (Houston, 11 novembre 1928 – Shoreline, 10 marzo 2016) è stata una cantante statunitense.
Nel corso della sua carriera, che è durata oltre cinquanta anni, ha ottenuto quattro candidature ai Grammy Awards (1981, 1983, 1993 e 1996) nelle categorie dedicate al jazz.

## Discografia parziale
- 1956: MEP 190 - 7" (Metronome)
- 1956: Hot Cargo - (Mercury Records)
- 1958: The Toast of the Nation's Critics - (Mercury Records)
- 1960: My Kinda Swing - (Mercury Records)
- 1963: The New Sound of Ernestine Anderson Collectable Jazz Classic - (Sue Records)
- 1977: Hello Like Before - (Concord Records)
- 1978: Live From Concord To London - (Concord Records)
- 1980: Sunshine - (Concord Records)
- 1981: Never Make Your Move Too Soon - (Concord Records)
- 1983: Big City - (Concord Records)
- 1985: When the Sun Goes Down - (Concord Records)
- 1987: Live at the Alley Cat: With the Frank Capp/Nat Pierce Juggernaut - (Bellaphon Records)
- 1987: Be Mine Tonight - (Concord Records)
- 1988: A Perfect Match With George Shearing - (Concord Records)
- 1990: Boogie Down - (Concord Records)
- 1990: Live at the 1990 Concord Jazz Festival Third Set - (Concord Records)
- 1991: Boogie Down With the Clayton-Hamilton Orchestra - (Concord Records)
- 1993: Great Moments With Ernestine Anderson - (Concord Records)
- 1994: Now and Then - (Qwest Records)
- 1996: Blues, Dues & Love News - (Qwest Records)
- 1998: Isn't It Romantic - (Koch International Records)
- 2000: Ballad Essentials - (Concord Records)
- 2002: I Love Being Here With You - (Concord Records)
- 2002: Free Soul: The Classic of Ernestine Anderson - (JVC Japan Records)
- 2003: Love Makes the Changes - (High Note Records)
- 2004: Hello Like Before - (JvVC Victor Records)
- 2009: A Song For You - (HighNote Records)